# UnidosUS
UnidosUS (früher National Council of La Raza, übersetzt etwa mit Nationaler Rat der Spanischsprachigen gegen Rassendiskriminierung, Abkürzung NCLR; im Spanischen steht Raza für Volk im Sinne von Bevölkerung) ist eine Dachorganisation für wohltätige Selbsthilfe- und Beratungsorganisationen gegen Armut, Rassendiskriminierung und Bildungsmangel in US-amerikanischen Familien mit hispanischen oder Latino-Wurzeln. Sie zählt zum Spektrum der  Bürgerrechtsbewegung in den USA und ist (zumindest formell) parteineutral und parteiunabhängig. Die Organisation ist landesweit in über 300 Orten tätig.
Ihr Hauptsitz ist Washington, D.C. und es werden acht Regionalbüros in Atlanta, Chicago, Los Angeles, New York, Phoenix, Sacramento, San Antonio und in San Juan unterhalten. Präsidentin ist gegenwärtig Frau Janet Murguia.

Spanisch, die zweithäufigste Sprache in den USA

## Geschichte
Der NCLR entstand in den frühen 1960er Jahren als regionale Gruppierung.
1973 wurde der Vorläufer SWCLR zur landesweiten Organisation, als deren zweiter Präsident dann Raul Yzaguirre gewählt wurde. Durch eine Satzungsänderung konnten auch Frauen gleichberechtigt im NCLR aktiv sein.
Seine Bedeutung stieg auch mit der Einwanderung in die Vereinigten Staaten aus Mexiko und Kuba.
Am 10. Juli 2017 gab der NCLR seine Umbenennung zu UndisoUS bekannt.

## Zitate, Quellenangaben
1. ↑  http://www.nclr.org/section/leadership_janet_murguia_bio
2. ↑  National Council of La Raza. "Detailed History" (in engl. die Geschichte des NCLR)
3. ↑  National Council of La Raza. "Transition to a National Organization"
4. ↑  National Council of La Raza changes name to foster unity, appeal to younger generation. Abgerufen am 13. März 2021 (englisch).